# Renardita
La renardita és un mineral de la classe dels fosfats. Rep el nom en honor d'Alphonse François Renard (28 de setembre de 1842 - 9 de juliol de 1903), geòleg i petrògraf a la Universitat de Gant, Bèlgica. Entre altres coses, va estudiar mostres del fons marí, recollides a l'Expedició Challenger.
Va ser descrita com a nova espècie amb material de Shinkolobwe, a la República Democràtica del Congo, per Schoep l'any 1928. Posteriorment Deliens et al. (1990) va argumentar que es tractava d'una barreja de dewindita i fosfouraniilita. Sejkora et al. (2003) van investigar exemplars de Rýžoviště (República Txeca) i van concloure que la renardita és una espècie vàlida. Tot i això, calen més investigacions. La IMA la mostra a la seva llista com a aprovada, però discutible, amb una fórmula diferent a la de la dewindtita.

## Característiques
La renardita és un fosfat de fórmula química Pb(UO₂)₄(PO₄)₂(OH)₄· H₂O. Es tracta d'una espècie aprovada per l'Associació Mineralògica Internacional, i publicada per primera vegada el 1928. Cristal·litza en el sistema ortoròmbic.
Segons la classificació de Nickel-Strunz, la renardita pertany a «08.EC: Uranil fosfats i arsenats, amb relació UO₂:RO₄ = 3:2» juntament amb els següents minerals: françoisita-(Nd), furalumita, upalita, françoisita-(Ce), arsenuranilita, dewindtita, kivuïta, fosfuranilita, yingjiangita, dumontita, hügelita, metavanmeersscheïta, vanmeersscheïta, arsenovanmeersscheïta, althupita, mundita, furcalita i bergenita.

## Formació i jaciments
Ha estat descrita em diferents jaciments de la República Democràtica del Congo, França, Grècia, Perú, Austràlia i els Estats Units.